# Syngamia mizaralis
Syngamia mizaralis là một loài bướm đêm trong họ Crambidae.